# ワンリパブリック
ワンリパブリック（OneRepublic）は、アメリカ合衆国のポップ・ロックバンド。2002年にコロラド州コロラドスプリングスにて結成。

## メンバー
| 名前                   | 年齢 | 主な担当楽器                     |
| ---------------------- | ---- | -------------------------------- |
| ライアン・テダー       | 46   | リードヴォーカル、ギター、ピアノ |
| ザック・フィルキンス   | 46   | ギター、ヴィオラ、ドラム         |
| ドリュー・ブラウン     | 41   | ギター、グロッケンシュピール     |
| ブレント・クツレ       | 40   | チェロ、ベース、キーボード       |
| エディー・フィッシャー | 51   | ドラム、ピアノ                   |
| ブライアン・ウィレット | 35   | シンセサイザー、ピアノ           |

## 略歴
2002年にロサンゼルスで行ったライブ後に複数のレコードレーベルから声を掛けられ、コロムビア・レコードと契約。2005年にプロデューサーのグレッグ・ウェルズと共にカリフォルニア州カルヴァーシティにある彼のスタジオで1枚目のアルバムを作った。アルバムは2006年6月6日にリリースが予定されていたが、グループはアルバムがリリースされる2か月前にコロムビアに解雇された。
2007年にデビューアルバム『ドリーミング・アウト・ラウド』を発売。リードシングルの「アポロジャイズ」は2006年4月30日にMyspaceで公開され、Myspaceのチャートで1位を獲得していた。ティンバランドがリミックスをし、16か国で1位となり、グラミー賞にノミネートされる。アルバムは100万枚以上売れたことにより、アメリカレコード協会からプラチナの認定を受けた。
2009年に2枚目のアルバム『ウェイキング・アップ』を発売。
2013年に3枚目のアルバム『ネイティヴ』を発売。Billboard 200で4位を記録し、初めてトップ10にランクイン。リードシングル「イフ・アイ・ルーズ・マイセルフ」は数か国で10位以内を記録し、シングル「カウンティング・スターズ」はBillboard Hot 100で2位を記録。
2016年10月に4枚目のアルバム『オー・マイ・マイ』を発売。ピーター・ガブリエル、サンティゴールドなどが参加した。
2021年8月に5枚目のアルバム『ヒューマン』を発売。
2024年7月に6枚目のアルバム『アーティフィシャル・パラダイス』を発売。同年4月にデジタル配信リリースした、「恋のマイアヒ」をサンプリングしたデヴィッド・ゲッタとのコラボシングル「アイ・ドント・ワナ・ウェイト」がアルバムに収録された。同年4月より放送されたテレビアニメ『怪獣8号』の第1期エンディング主題歌「Nobody」を書き下ろし、アルバムにも収録された。同年8月にSUMMER SONICに出演。